# Casa di Adamo
La Casa di Adamo, in lingua originale francese Maison d'Adam, ma anche detta Casa di Adamo e Eva o dell' Albero della Vita, è un'antica casa medievale di Angers, in Francia.
Sorge all'incrocio della Place Sainte-Croix con la rue Montault, proprio dietro la Cattedrale di San Maurizio. 
Rappresenta uno dei più begli esempi di edifici realizzati secondo la maniera della costruzione a graticcio.

## Storia e descrizione

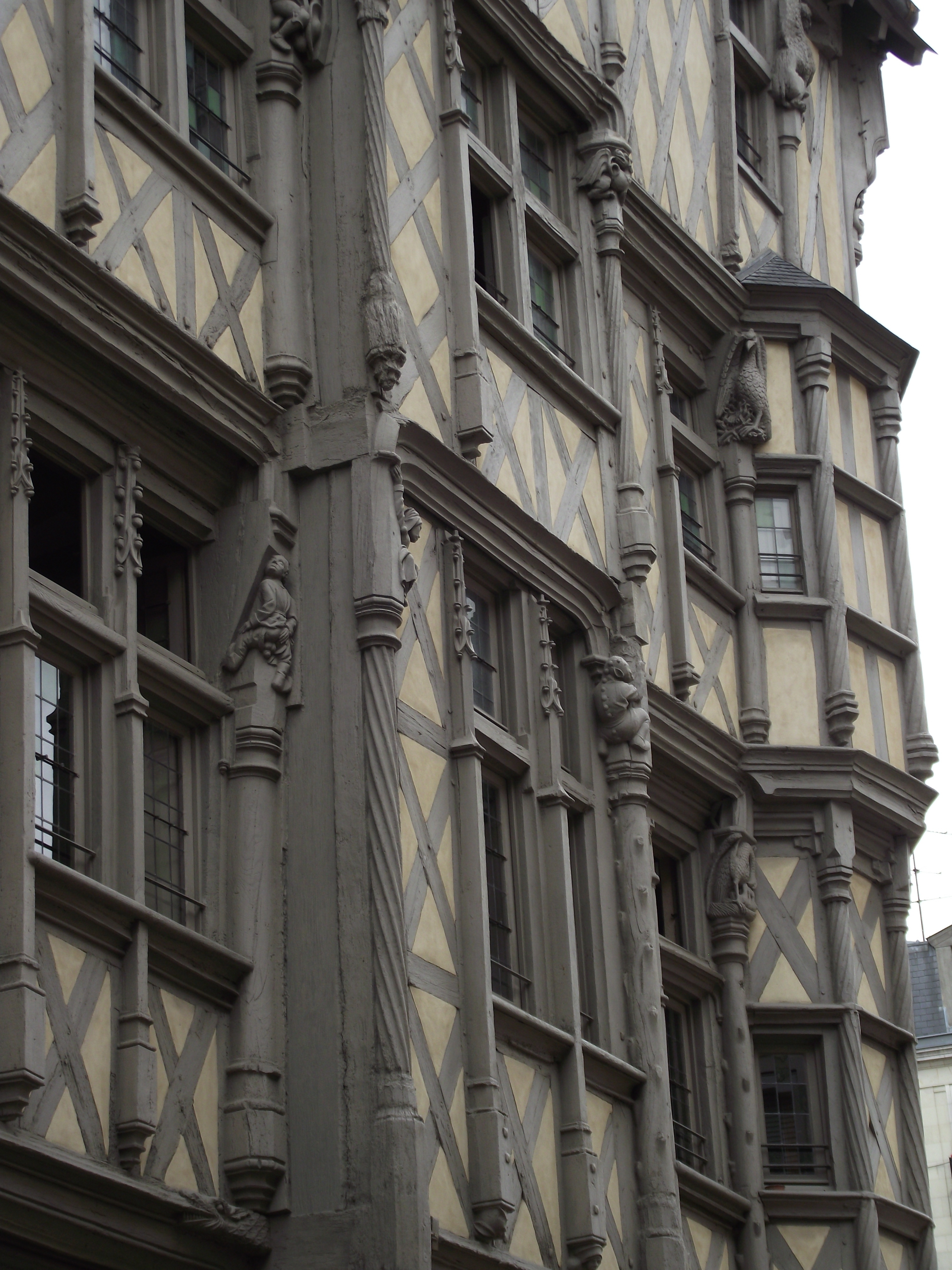
particolare della ricca facciata scolpita

Il terreno apparteneva almeno già dall'inizio del XV secolo alla famiglia Lefèvre, e nel 1415 Pierre Lefèvre dichiara al Capitolo della cattedrale un edificio detta Maison du Minage. La data di costruzione della casa attuale risale a poco dopo il 1491. Secondo gli archivi fu uno Speziale, Jean Lefèvre o Jean Lebreton, a commissionarne la costruzione. Un edificio con pianoterra sormontato da tre piani e altri due mansardati, per un totale di 6 livelli. Nel sottosuolo accoglie una cantina con volte a botte.
Il grande tetto si presenta con un alto frontone sulla piazza, e due minori sulla via adiacente. Le facciate a graticcio con pali di legno disposti a losanghe, sono decorate da numerose sculture e travi scolpite con temi ora religiosi e ora profani. Caratteristico è l’Uomo che abbassa i Pantaloni. La grande colonna d'angolo reca l’Albero della Vita, sotto al quale erano le figure di Adamo e Eva con il serpente.
Nel 1526 Renée Lefèvre se ne dichiara proprietario, testimoniando ancora l'appartenenza alla famiglia.
Ma verso il 1544 la casa viene acquistata da Jacques Richard, mercante e notabile cittadino, che la ingloba con la sua adiacente del 17 di rue Montault. In seguito sarà occupata da diversi notabili della città: Jean Jolivet, mercante di tessuti di lana, verso il 1686 e Michel Adam, genero di Jolivet, mercante di tessuti di seta.
Durante la Rivoluzione francese vengono distrutte le figure di Adamo e Eva con il serpente, ne restò solo la mela. Nel 1834 il cronista Jacques-André Berthe racconta l'interesse architettonico dell'edificio denunciando il vandalismo fatto dai rivoluzionari e i rinnovamenti effettuati dal 1814. Finalmente il 28 settembre 1922 le facciate e l'edificio vengono dichiarati Monumento storico di Francia. I rimaneggiamenti restaurano visibili fino al 1951, quando si procedette a una prima campagna di restaurazione dell'edificio.
Dal 1990 la casa accoglie la Maison des Artisans d'Angers, e l'ultimo importante restauro avvenne nel 1994.

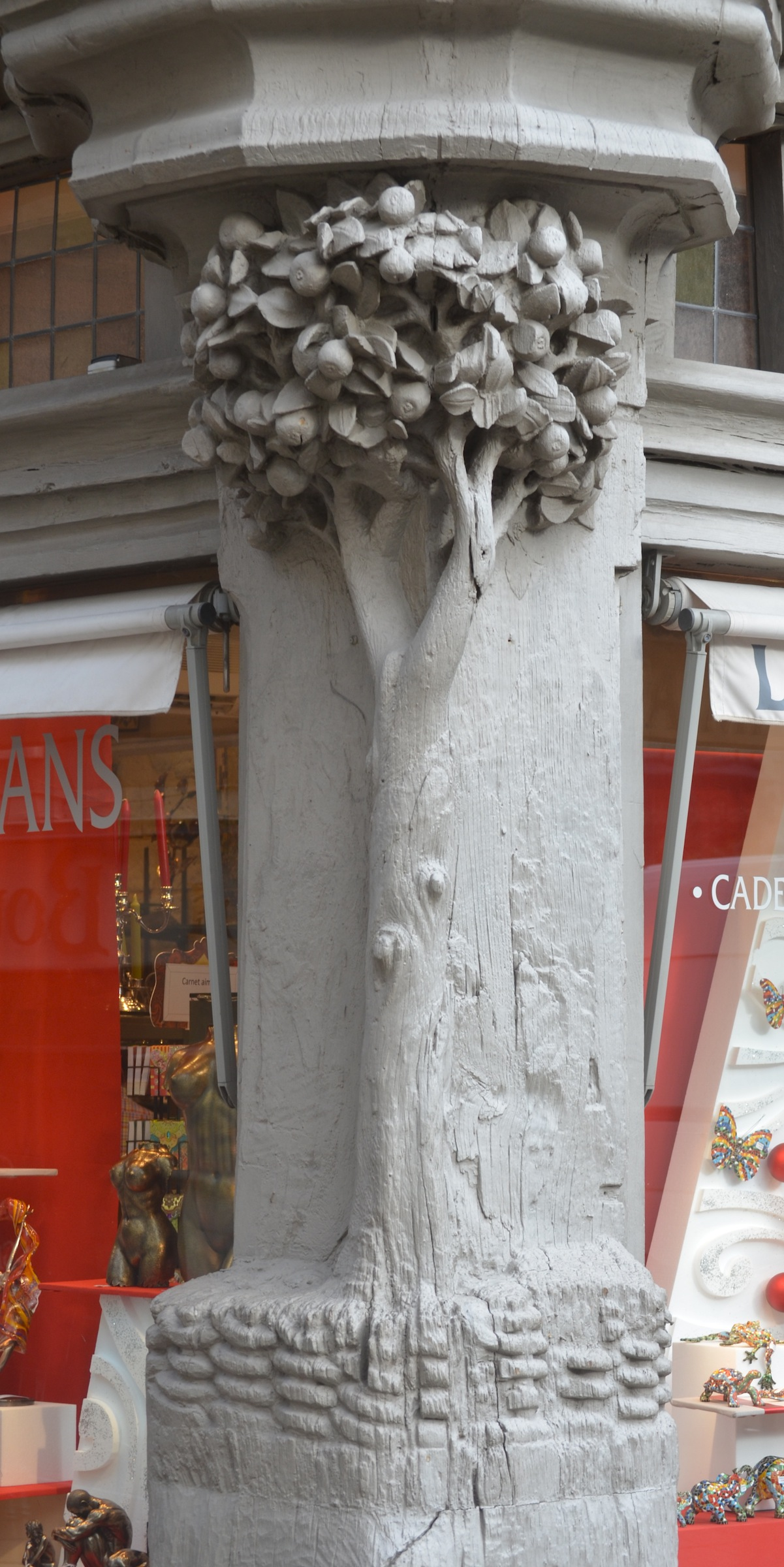
L'Albero della Vita
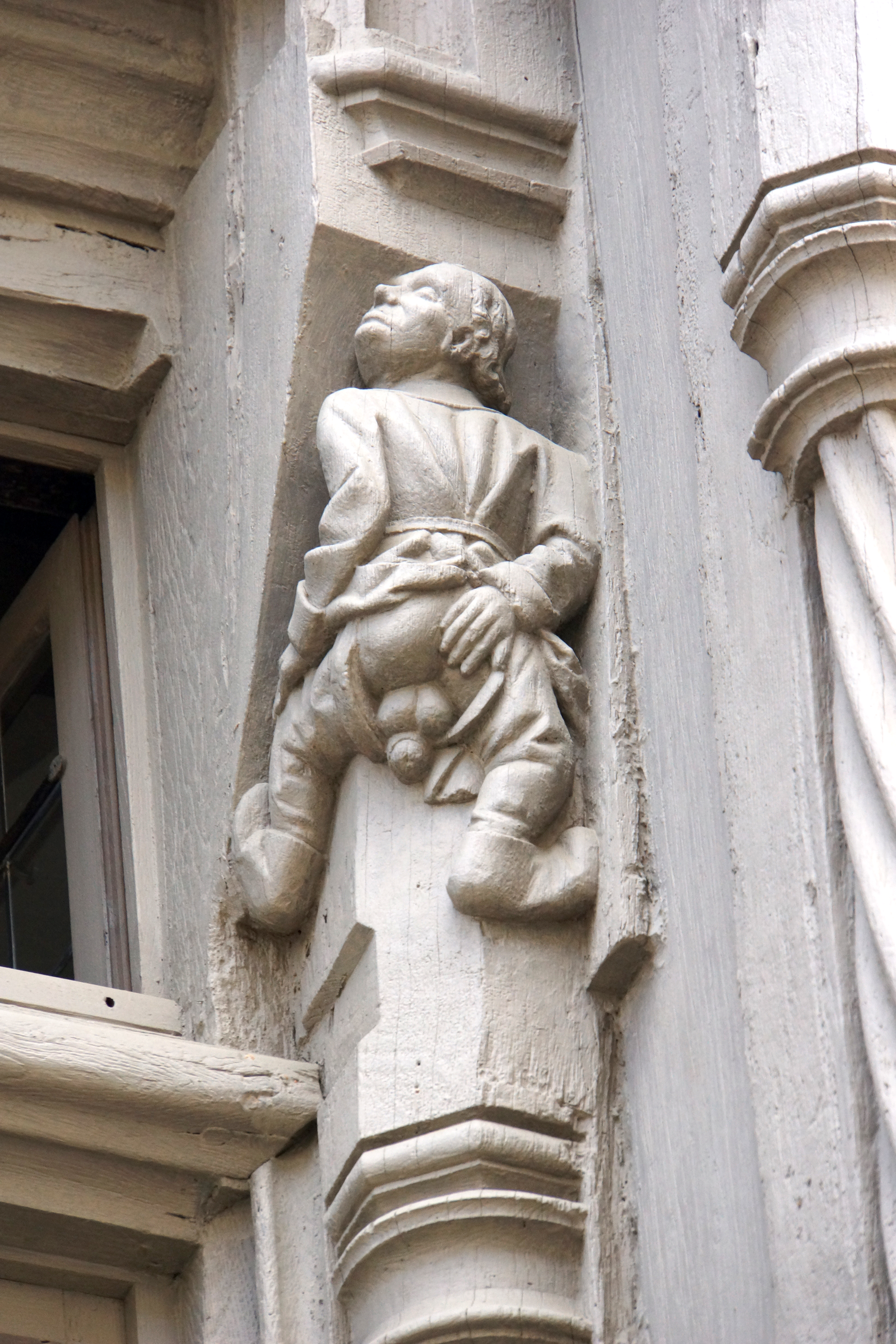
L'Uomo che abbassa i Pantaloni
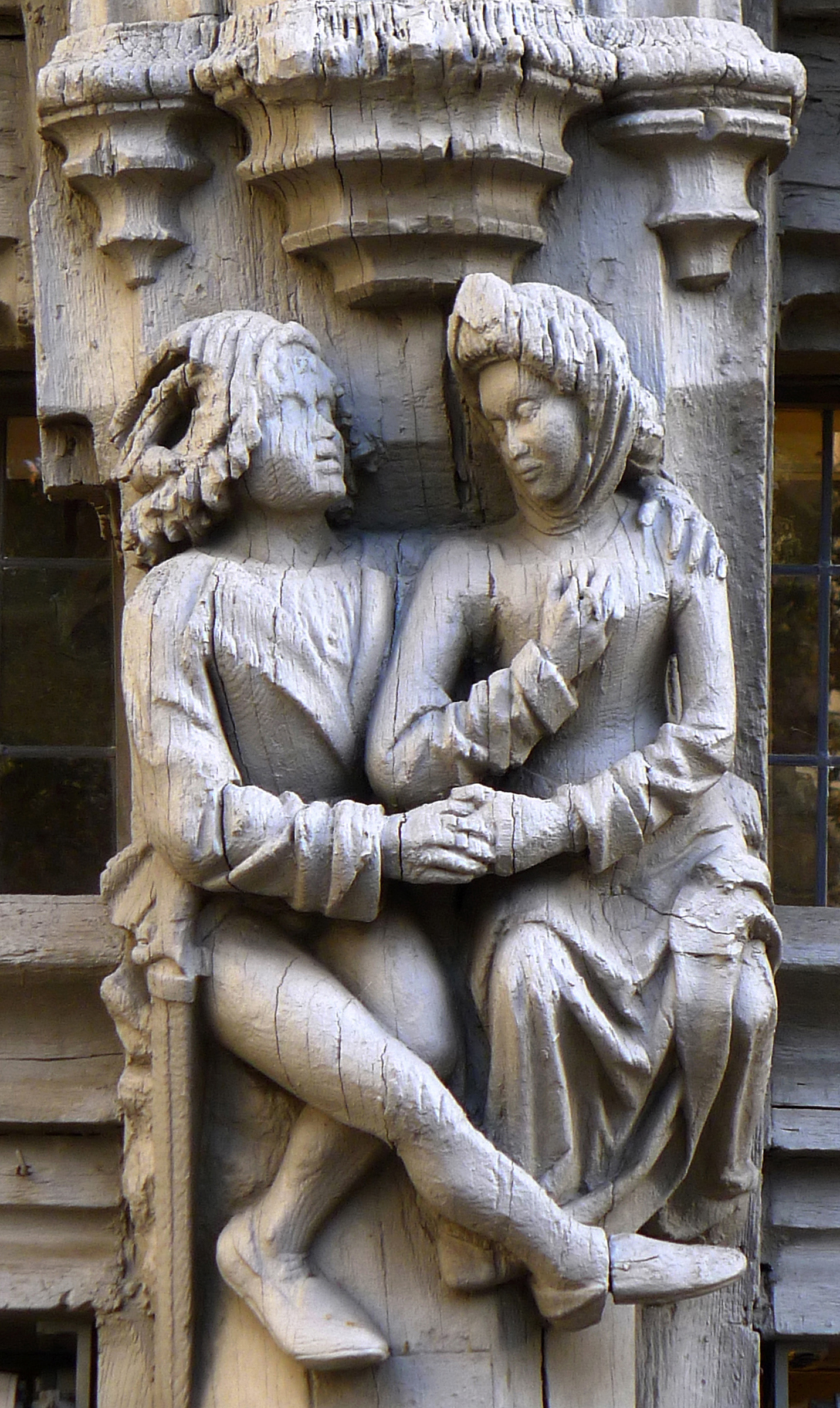
Gli Amanti
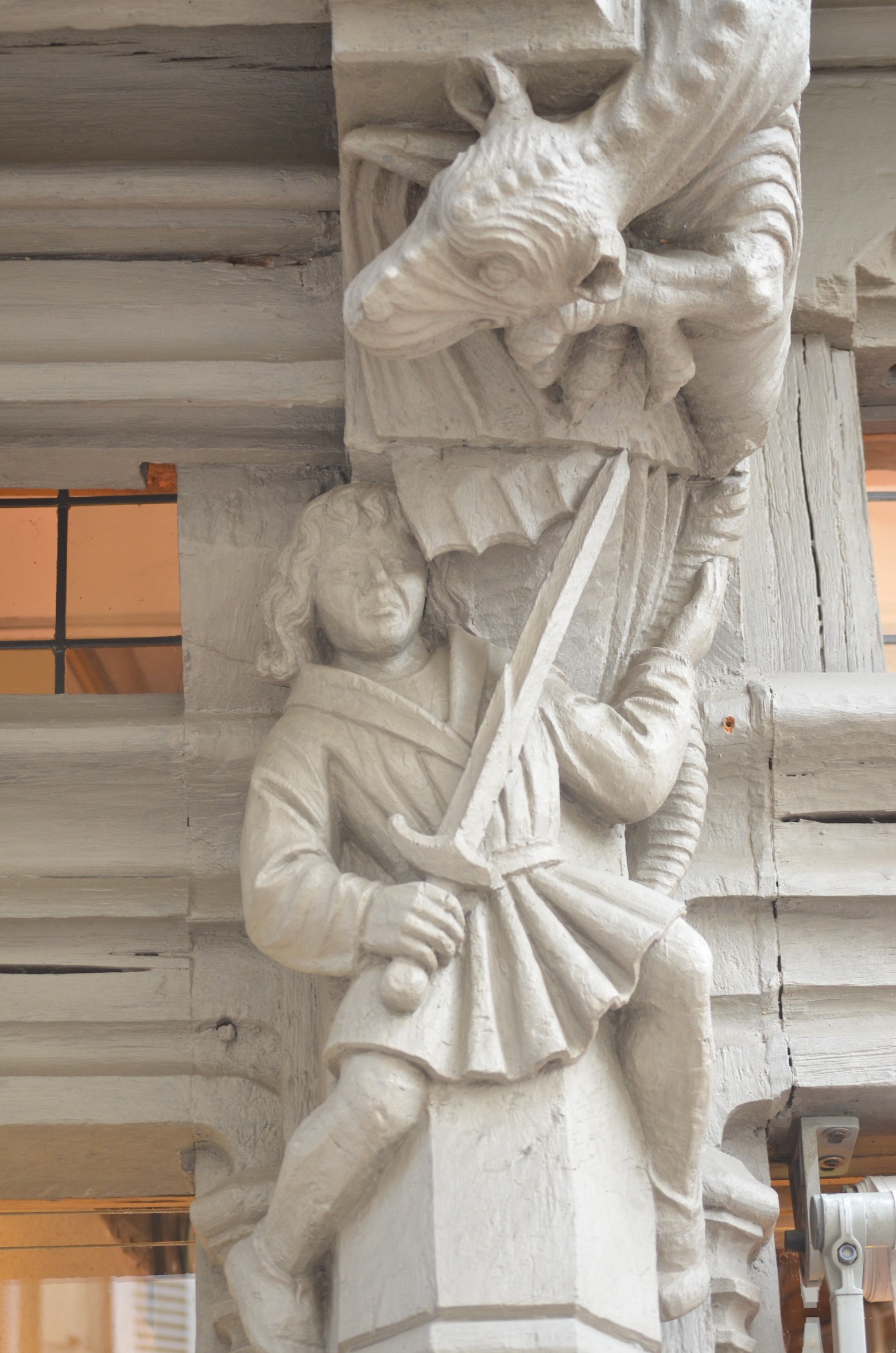
San Giorgio e il Drago
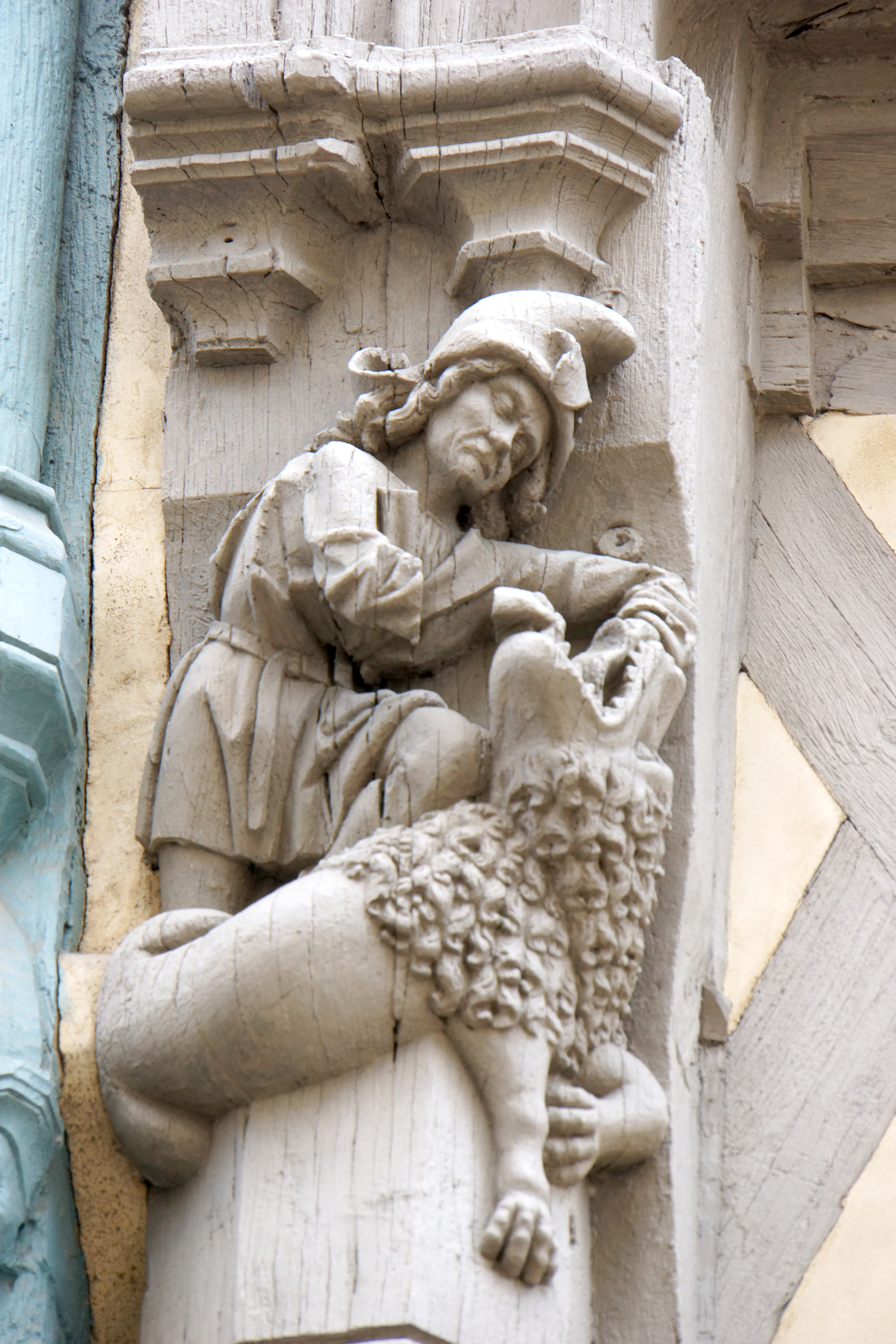
Ercole